# Botswana National Front
Botswana National Front (BNF; deutsch etwa: „Nationale Front von Botswana“; Setswana: Kopano Puo Phaa; deutsch etwa: „Versammlung der ehrlichen Rede“) ist eine 1965 gegründete Partei in Botswana. Sie war stets in der Opposition und gehört seit 2014 zum Wahlbündnis Umbrella for Democratic Change (UDC). Die ursprünglich sozialistisch ausgerichtete Partei versteht sich heute als sozialdemokratisch.

## Geschichte
Die BNF wurde im Oktober 1965, kurz nach dem Wahlsieg der Botswana Democratic Party (BDP) gegründet. Sie versuchte, sich mit weiteren oppositionellen Gruppen zu vereinen, darunter Teilen der Botswana People’s Party (BPP). Bei der Wahl 1969 zur Nationalversammlung wurde sie erstmals offizielle Oppositionspartei. Sie stellte stets einige Parlamentarier und führte die Opposition, ohne die von der BDP gestellte Regierung gefährden zu können. Immer wieder wurde sie durch Abspaltungen geschwächt. In den 1970er und 1980er Jahren war die BNF eine Allianz aus traditionellen Oberhäuptern wie Bathoen Gaseitsiwe, dem Anführer der Ngwaketse im Süden Botswanas, und Sozialisten wie dem Vorsitzenden Kenneth Koma, der in der Sowjetunion und der Tschechoslowakei ausgebildet worden war. 1984 errang sie die Mehrheit im Gaborone City Council und fünf der 34 nationalen Parlamentssitze, 1989 baute sie ihre Mehrheit im Gaborone City Council aus.
1994 erzielte die BNF mit 37,1 % ihren historisch höchsten Stimmenanteil und 13 der 40 Sitze. 1998 spaltete sich Michael Dingake mit der Botswana Congress Party (BCP) ab; 11 der 13 BNF-Parlamentarier wechselten zur BCP, die rechts von der BNF stand. 1999 erreichte die BNF mit 26 % der Stimmen sechs der 40 Sitze, 2004 erhielt sie 12 der nunmehr 57 Mandate. 2009 fiel sie auf sechs Sitze zurück. Zuvor war im Jahr 2003 Kenneth Koma ausgetreten und hatte die New Democratic Front gegründet. 2010 wurde Duma Boko zum Vorsitzenden gewählt.
2012, zwei Jahre vor der Wahl 2014, gründete die BNF mit der Botswana People’s Party und der BDP-Abspaltung Botswana Movement for Democracy das Bündnis Umbrella for Democratic Change, das seither vom BNF-Vorsitzenden Duma Boko geleitet wird. Es erhielt 17 der 57 Mandate, während die seit Gründung Botswanas regierende BDP aufgrund des Mehrheitswahlrechts erneut siegte, obwohl sie erstmals weniger als 50 % der Stimmen erhielt. 2017 schloss sich die BCP dem UDC an.
Die BNF gehörte zeitweise als beobachtendes Mitglied der Sozialistischen Internationale an.
2017 verließ ein Teil der Mitglieder um den Vorsitzenden der Youth League die BNF, um sich der neugegründeten Alliance for Progressives (AP) anzuschließen.

## Struktur und Politik
Vorsitzender (President) ist Duma Boko, Generalsekretär ist Moeti Mohwasa. Das Central Committee ist das Führungsgremium.
Die Leitlinie der Partei wird als Puo Phaa bezeichnet. Die BNF pflegt freundschaftliche Beziehungen mit der South African Communist Party.